# Luidia maculata
Luidia maculata es una especie de estrella de mar de la familia Luidiidae en el orden Paxillosida. Es nativa de la región Indo-Pacífica. Comúnmente se le llama estrella de mar con ocho brazos porque, aunque el número de brazos varía de cinco a nueve, ocho brazos parece ser el más común. 

## Galería de imágenes

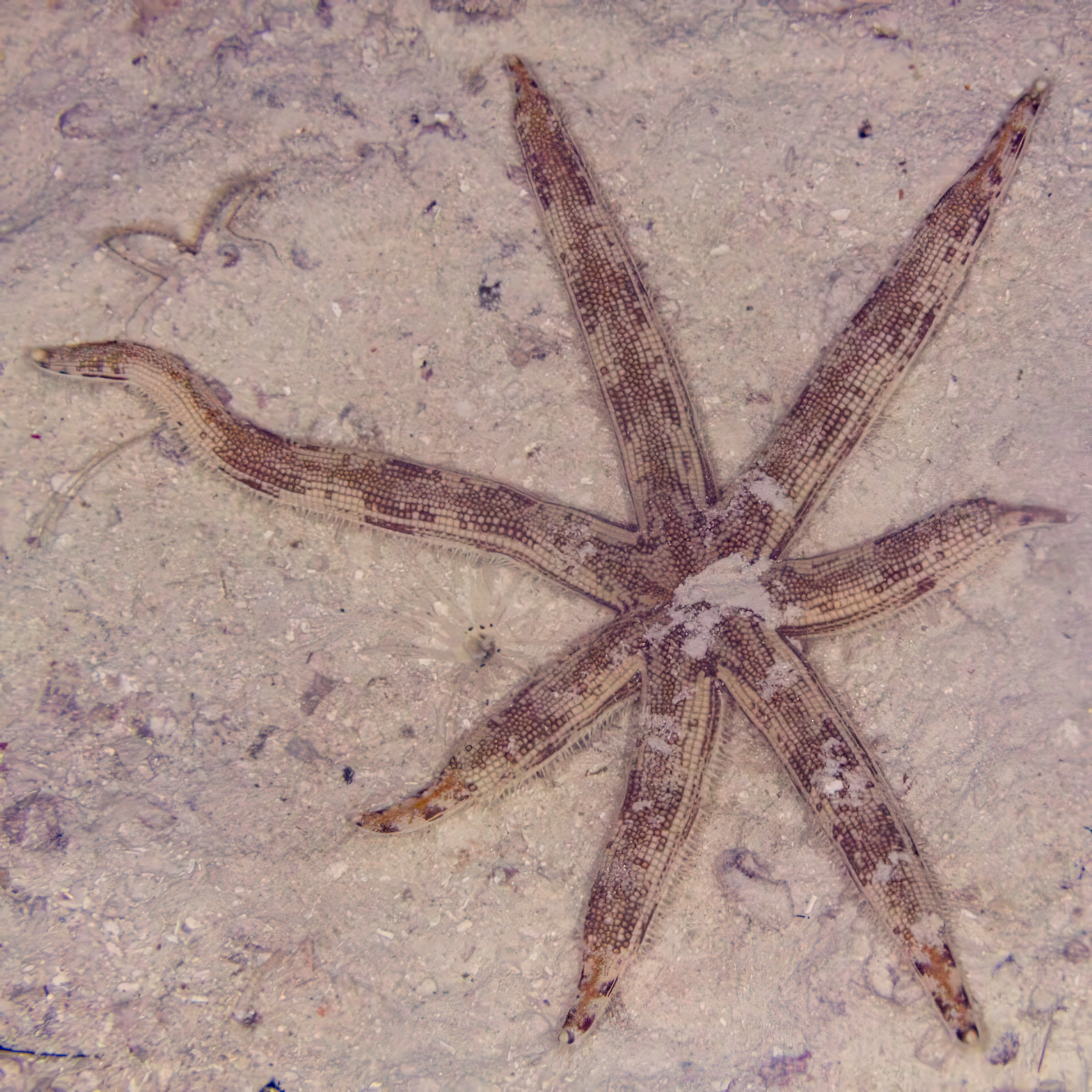
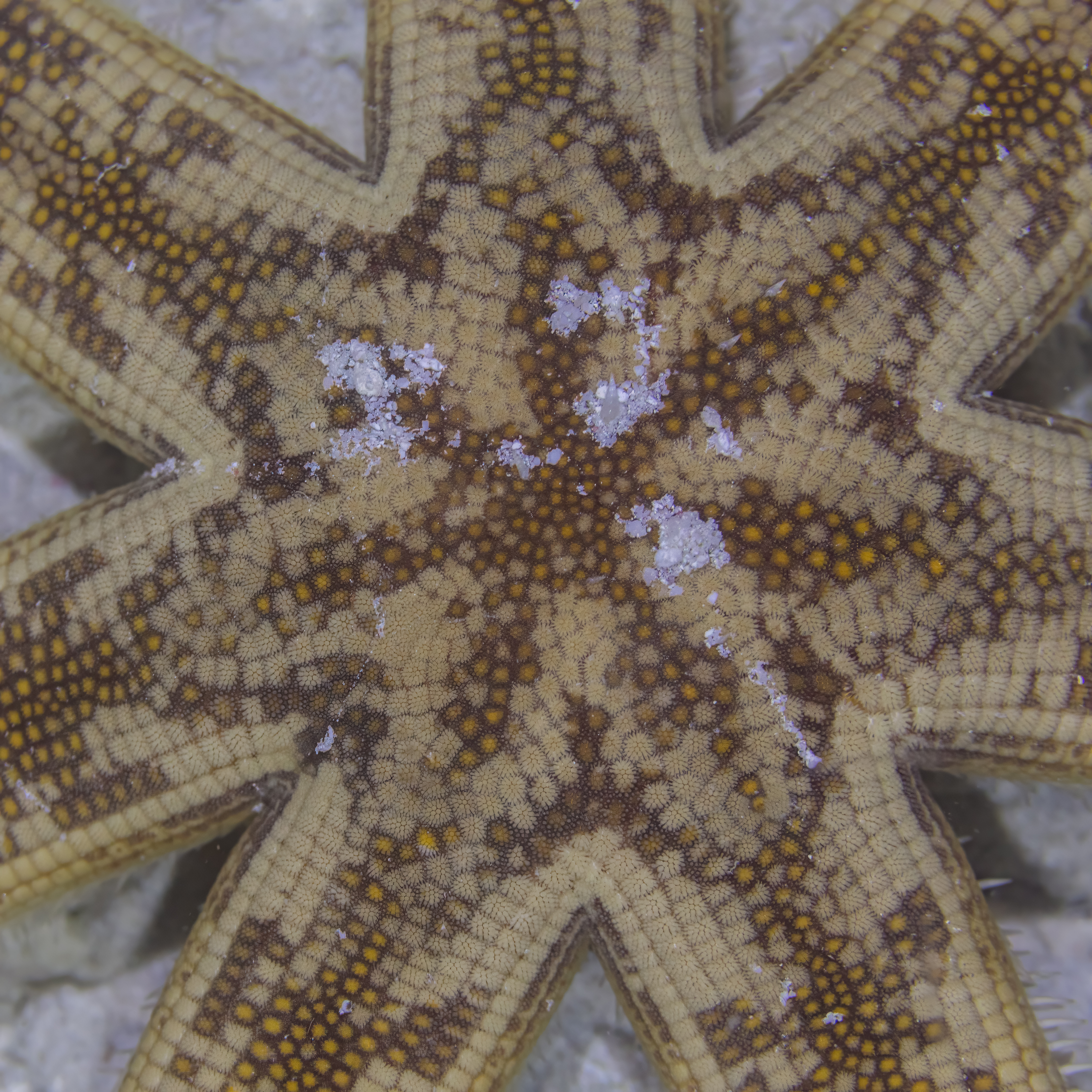
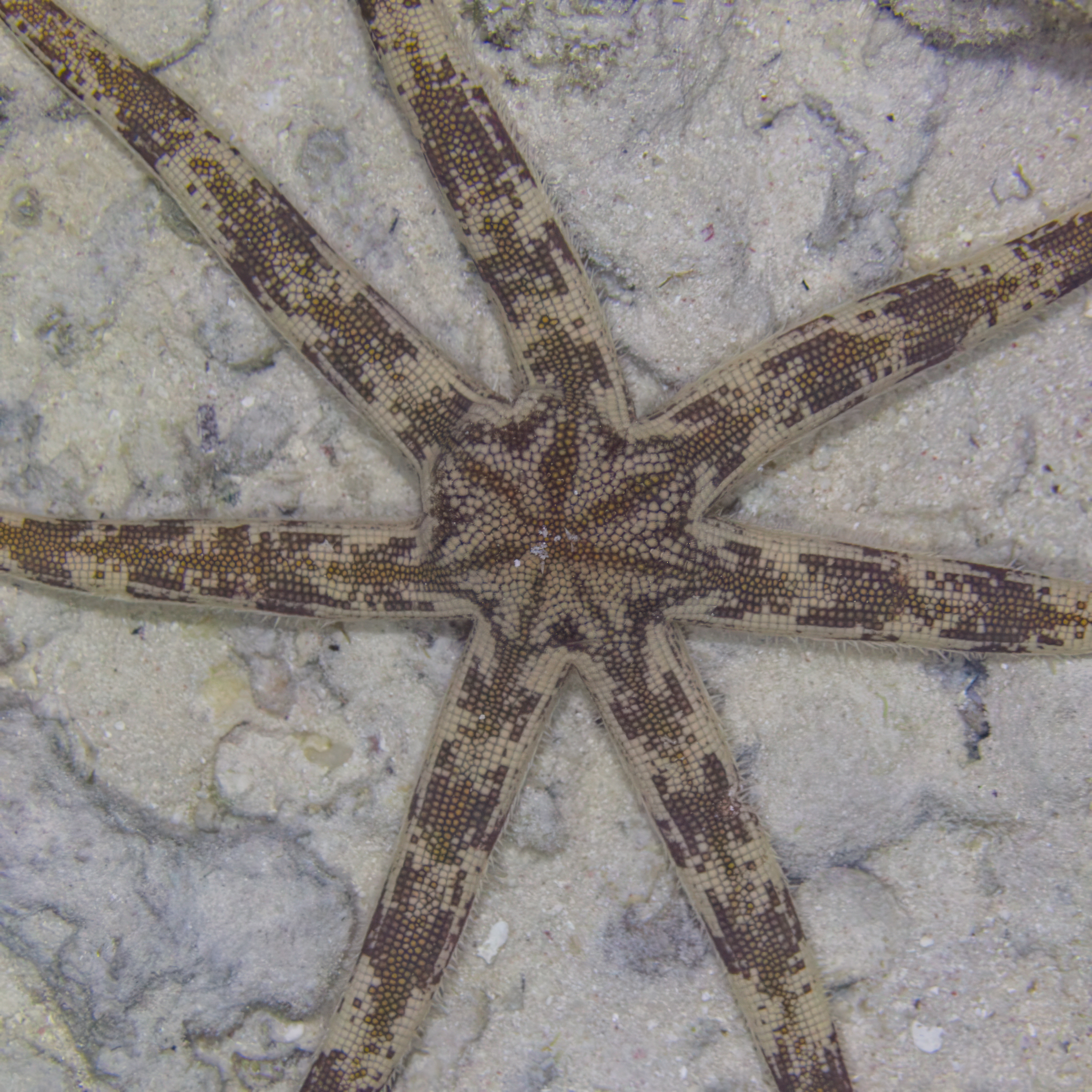
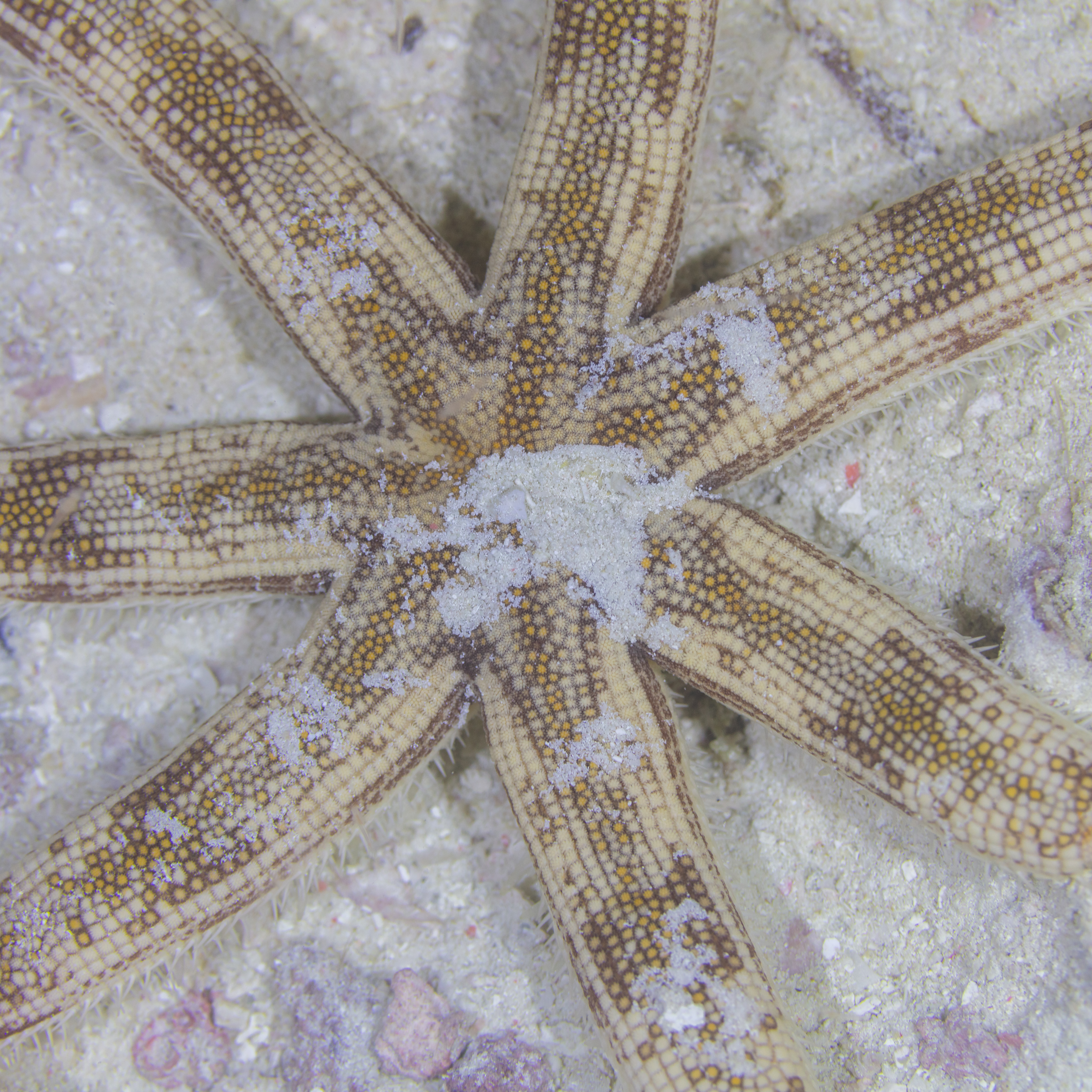

- Datos: Q2246108
- Multimedia: Luidia maculata / Q2246108
- Especies: Luidia maculata